# Rougga
Rougga o Raqqa es un sitio arqueológico tunecino situado en la gobernación de Sfax, a trece kilómetros al sudeste de la ciudad de El Djem.

## Historia
El sitio de Henchir Rougga es el del antiguo municipio de Bararus, mencionado en la Tabula Peutingeriana.
La ciudad, que tiene un topónimo libio-bereber, fue construida en un uadi seco.
Era una ciudad próspera y un antiguo obispado dependiente del episcopado de Cartago. Su único obispo históricamente documentado, Iulianus Vararitanus (o Bararitanus), figura en la lista de obispos de la provincia de Bizacena (actual Sahel tunecino) que asistieron al Concilio de Cartago convocado por el rey vándalo Hunerico en 484.
El nombre de Bararus aparece en otras fuentes antiguas: un veterano de esta ciudad es mencionado en una lista de soldados de Nicópolis (Egipto) reclutados en África.
La ciudad sufrió un gran terremoto en el año 365, que destruye el foro.
El siglo VI fue un período próspero para la ciudad con un tesoro de monedas de oro encontradas en la ciudad. El tesoro consiste en 268 sólidos.
La ciudad romana pudo haber sido saqueada por Abdallah Ibn Sa’ad Ibn Abî as-Sarh en 647. Una población bereber se asentó en el sitio después de la conquista musulmana del Magreb.

## Excavaciones arqueológicas
Una misión arqueológica llevó a cabo excavaciones en el sitio de 1971 a 1974.
El 13 de noviembre de 1972, las excavaciones arqueológicas descubrieron un tesoro de 278 monedas de oro que databan del período bizantino. Actualmente es visible en el Museo de Mahdía.
Sitios y monumentos
La antigua ciudad de Bararus se extiende sobre varios cientos de hectáreas e incluye..:
- un foro;
- dos templos;
- un teatro;
- un arco de triunfo;
- dos cisternas subterráneas;
- un anfiteatro.